# Vodní pólo na mistrovství Evropy v plaveckých sportech 1954
Zápasy ve vodním pólu na mistrovství Evropy v plaveckých sportech za rok 1954 proběhly v Turíně, Itálie ve dnech 31. srpna až 5. září 1954.

## Československá stopa
Československý plavecký svaz reprezentaci na mistrovství Evropy nepřihlásil.

## Medailisté
| Muži | Zlato | Stříbro | Bronz |
| ---- | --- | --- | --- |
| Tým  | Maďarská lidová republika (HUN) (Antal Bolvári, Ottó Boros, Dezső Gyarmati, István Hevesi, László Jeney, György Kárpáti, Kálmán Markovits, Miklós Martin, Aladar Szabo, István Szívós st., György Vízvári) | Jugoslávie (YUG) (Zdravko Kovačić, Juraj Amšel, Marijan Žužej, Veljko Bakašun, Ivo Štakula, Boško Vuksanović, Ivo Kurtini, Zdravko Ježić, Lovro Radonić, Vladimir Ivković, Gojko Arneri) | Itálie (ITA) (Raffaello Gambino, Angelo Marciani, Cesare Rubini, Maurizio Mannelli, Salvatore Gionta, Renato De Sanzuane, Carlo Peretti, Carlo Marcotulli, Enzo Polito, Giuseppe D'Altrui, Lucio Ceccarini) |

pozn. Dva hráči ze sestav byli nehrajícími náhradníky tj. náhradníci na tribuně, nebo necestujující náhradníci připraveni na telefonu dorazit v případě zranění.